# Bébi bolondos dallamok
A Bébi Bolondos dallamok (eredeti cím: Baby Looney Tunes) 2002-től 2005-ig futott amerikai televíziós 2D-s számítógépes animációs sorozat, amelyet a Warner Bros. készített és forgalmazott. A forgatókönyvírói Roger Eschbacher és 
Libby Hinson, a rendezője Michael Hack, a zeneszerzői Steven Bernstein és Julie Bernstein, a producerei Gloria Jenkins, Tom Minton és Emory Myrick. Műfaját tekintve szituációs komédiasorozat. Amerikában a Kids' WB és a Cartoon Network vetítette, Magyarországon a TV2 és a Boomerang sugározta. 2007-ben az első évadból 8 részt kiadtak három DVD köteten, melyekhez új szinkront készítettek.

## Cselekmény
A Bébi bolondos dallamok a Bolondos dallamok szereplőinek bébikorát meséli el, amikor még pelenkás korukban Nagyi vigyáz rájuk. Nagyi és Csőrike természetesen ugyanúgy néznek ki mint a későbbi sorozatokban. A bébik között Tapsi Hapsi a vezető, mivel a legidősebb közöttük. Együtt összetartva sokat játszanak és sok mindent meg akarnak ismerni. Nagyi örömmel viseli gondjukat, majd az idők folyamán barátokra is lelnek. Végül annyi sok tapasztalatot szereznek, hogy nagy komoly gyerekekké válnak.

## Szereplők
| Szereplő      | Eredeti hang | Magyar hang                                     |
| ------------- | --- | ----------------------------------------------- |
| Tapsi Hapsi   | Sam Vincent | Bor Zoltán                                      |
| Tapsi Hapsi   | A szürke nyuszi, a legtapasztaltabb és a legidősebb társai között, legfőbb szereplő a sorozatokban.                                                                              |                                                 |
| Lola nyuszi   | Britt McKillip | Mezei Kitty Dögei Éva (DVD szinkron)            |
| Lola nyuszi   | A sárgás-barnás nyuszi, Tapsi Hapsi barátnője. |                                                 |
| Dodó kacsa    | Sam Vincent | Simonyi Balázs                                  |
| Dodó kacsa    | A fekete kacsa, Tapsi Hapsi legjobb barátja, néha szeret okoskodni és csínytalankodni.                                                                                           |                                                 |
| Szilveszter   | Terry Klassen | Pálmai Szabolcs Pipó László (DVD szinkron)      |
| Szilveszter   | A fekete macska, aranyos cica, mire megnőtt gyakran Csőrikét kergette. |                                                 |
| Csőrike       | Sam Vincent | Radó Denise                                     |
| Csőrike       | A kis sárga kanárimadár, aranyos madárka, Szilveszter a későbbiekben már gyakran kergette.                                                                                       |                                                 |
| Taz           | Ian James Corlett | Háda János                                      |
| Taz           | A tazmán ördög, szokott maga körül pörögni, nagyon falánk és szeret rosszalkodni.                                                                                                |                                                 |
| Melissza      | Janyse Jaud | Talmács Márta                                   |
| Melissza      | A sárga coffos kacsa, néha olyan, mint Dodó. |                                                 |
| Petúnia       | Chiara Zanni | Ungvári Zsófia (1. hang) Kántor Kitty (2. hang) |
| Petúnia       | A rózsaszínű copfos malac, szeret gyerekeskedni, de aranyos. |                                                 |
| Pepe          | Terry Klassen | Hajdu István                                    |
| Pepe          | Egy borz, akire először vigyáznak csecsemőkorában, másodszor egy kertészetben találkoznak vele, amikor már bűzlik.                                                               |                                                 |
| Marvin        | Sam Vincent | Pipó László                                     |
| Marvin        | A marslakó, a földre érkezve barátkozni akart a többiekkel, de Tazon és Csőrikén kivül senki sem akar barátkozni vele, mert félős új társaságokban, de végül mindenki befogadta. |                                                 |
| Elmer         | Brian Drummond | Szokol Péter                                    |
| Elmer         | A kopasz vadász, kiskorában kicsit zsarnok Tapsi Hapsihoz, de végül kibékülnek.                                                                                                  |                                                 |
| Cucu          | Terry Klassen | N/A                                             |
| Cucu          | A dadogó malac, kiskorában játszik társaival. |                                                 |
| Sam           | Terry Klassen | N/A                                             |
| Sam           | A nagy vörös szakállú maharadzsa, kiskorában Tapsi Hapsival szemtelenkedik, de végül kibékülnek.                                                                                 |                                                 |
| Hektor        | Nem szólal meg | Nem szólal meg                                  |
| Hektor        | A szürke dulldog, mire megnő gyakran kergeti Szilvesztert. |                                                 |
| Bóbita        | Scott McNeil | Kossuth Gábor                                   |
| Bóbita        | A kakas, egy alkalommal kiskorában meglátogatják farmját, Tapsi Hapsi és társai.                                                                                                 |                                                 |
| Prérifarkas   | Nem szólal meg | Nem szólal meg                                  |
| Prérifarkas   | A farkas, gyakran a gyalogkakukkot kergeti, akit már kiskorában is szeret kergetni.                                                                                              |                                                 |
| Gyalogkakukk  | Nem szólal meg | Nem szólal meg                                  |
| Gyalogkakukk  | A kakukk, menekül prérifarkas elől és mindig túljár az eszén. |                                                 |
| Ökörnyál      | Scott McNeil | N/A                                             |
| Ökörnyál      | A piros szőrbundás szörny, a kertészetben él, szereti ijesztgetni a társait, de csak játszik velük.                                                                              |                                                 |
| Nagyi         | June Foray | Kassai Ilona                                    |
| Nagyi         | A dada a házban, a gyerekekre vigyáz kiskorukban és megtanítja őket a jó viselkedésre.                                                                                           |                                                 |
| Néni          | N/A | Bókai Mária                                     |
| Néni          | A gyerekek nénikéje, Nagyi nővére, néha meglátogatják. |                                                 |
| Floyd Minthon | Brian Drummond | Markovics Tamás                                 |
| Floyd Minthon | Fiatal fiú, Nagyi unokája, a gyerekekkel megy pl. vásárolni, baseballmeccsre, könyvtárba.                                                                                        |                                                 |

## Érdekességek
- A sorozatban Tapsi Hapsi, Lola Nyuszi, Dodó Kacsa, Szilveszter, Csőrike, Taz és Nagyi akik végig szerepelnek. Később egy bizonyos résztől Melissza és Petúnia is már végig szerepelnek. Megint később egy bizonyos résztől Floyd is végig szerepel. Pepe és Néni csak két részben szerepelnek. Marvin, Elmer, Kakas, és Ökörnyál csak egy részben szerepelnek. Préri Farkas és Gyalog Kakukk csak egy részben szerepelnek, de abban is csak futnak és nem szólalnak meg. Cucu Malac, Sam és Hektor csak két epizód közötti vagy utáni zenénél szerepelnek. Speedy Gonzales, a vadnyugati hős és Michigan, az éneklőbéka pedig nem szerepelnek ebben a sorozatban.
- Dodó kacsa egy epizódban azt állította, hogy a fogtündér nem hoz neki ajándékot, mert nincs foga, közben pedig szokott látszódni a szájában, hogy van foga.
- Tapsin, Dodón, Szilveszteren és Lolán ebben a sorozatban egy bizonyos részig látható pelenka, míg Tazon és Csőrikén már az elejétől nem.
- A magyar fordításban két epizódnak is az a címe, hogy az influenza börtönében és feltételezhető, hogy az egyiknél ez a cím téves.
- A sorozat végéig a történet nem jutott el addig, mire felnőnek a szereplők.
- Ez a sorozat később készült az eredeti sorozatoktól, de történet szerint mégis korábban játszódik.